# Figueira (Lamego)
Pour les articles homonymes, voir Figueira.
Figueira est une paroisse civile portugaise (en portugais : freguesia) de la municipalité de Lamego dans le district de Viseu.

## Géographie
L'ouest de la paroisse est délimité par le Rio Varosa (pt), affluent du Douro qui sépare Figueira de Lamego (Almacave e Sé), centre urbain de la municipalité.

## Démographie
Lors du recensement de 2021, Figueira compte 279 habitants.